# Чемпионат мира по футболу 1986 (отборочный турнир)
121 страна подала заявки на участие в чемпионате мира по футболу 1986 года, претендуя на 24 места в финальном турнире.  Мексика (хозяйка чемпионата) и  Италия (чемпион мира) получили путёвки автоматически, остальные 22 места были разыграны в отборочном турнире. Жеребьёвка отборочного турнира состоялась 7 сентября 1983 года в Цюрихе (Швейцария).
24 путёвки в финальный турнир чемпионата мира 1986 года были распределены по континентальным зонам:
- Европа (УЕФА): 13,5 мест, 1 из которых автоматически получила  Италия, а остальные 12,5 мест были разыграны между 32 странами. Обладатель 0,5 путёвки попадал в стыковой матч (против команды ОФК).
- Южная Америка (КОНМЕБОЛ): 4 места, разыгранные 10 странами.
- Северная, Центральная Америка и Карибы (КОНКАКАФ): 2 места, 1 из которых автоматически получила  Мексика, а второе было разыграно между 17 странами.
- Африка (КАФ): 2 места, разыгранные 29 странами.
- Азия (АФК): 2 места, разыгранные 27 странами.
- Океания (ОФК): 0,5 места, разыгранные 4 странами (включая  Израиль и  Китайский Тайбэй). Обладатель 0,5 путёвки попадал в стыковой матч (против команды УЕФА).

111 стран сыграли в отборочном турнире 308 матчей, забив 801 мяч (в среднем 2,60 мяча за матч).

## Континентальные зоны
Подробности (даты и результаты матчей, турнирные таблицы) приведены в отдельных статьях по каждой континентальной зоне:
- Европа (УЕФА)

Группа 1 —  Польша получила путёвку.  Бельгия вышла в стыковой матч УЕФА.
Группа 2 —  ФРГ и  Португалия получили путёвки.
Группа 3 —  Англия и  Северная Ирландия получили путёвки.
Группа 4 —  Франция и  Болгария получили путёвки.
Группа 5 —  Венгрия получила путёвку.  Нидерланды вышли в стыковой матч УЕФА.
Группа 6 —  Дания и  СССР получили путёвки.
Группа 7 —  Испания получила путёвку.  Шотландия вышла в стыковой матч УЕФА/ОФК.
Стыковой матч —  Бельгия получила путёвку, победив  Нидерланды.
- Южная Америка (КОНМЕБОЛ)

Группа 1 —  Аргентина получила путёвку.  Перу и  Колумбия вышли в стыковые матч КОНМЕБОЛ.
Группа 2 —  Уругвай получил путёвку.  Чили вышла в стыковые матч КОНМЕБОЛ.
Группа 3 —  Бразилия получила путёвку.  Парагвай вышел в стыковые матч КОНМЕБОЛ.
Стыковые матчи —  Парагвай получил путёвку, победив  Чили,  Колумбия и  Перу.
- Северная Америка (КОНКАКАФ)

 Канада получила путёвку.
- Африка (КАФ)

 Алжир и  Марокко получили путёвки.
- Азия (АФК)

 Ирак и  Республика Корея получили путёвки.
- Океания (ОФК)

 Австралия вышла в стыковой матч УЕФА/ОФК.

## Стыковые матчи
Команды в двух матчах определяли обладателя путёвки.

### УЕФА/ОФК
| 20 ноября 1985                        | \| Шотландия \| 2 : 0 \| Австралия \| \| Дейви Купер 57′ · Фрэнк МакАвенни 84′ \| Голы \| \| | Стадион: Хэмпден Парк, Глазго Зрителей: 61 920 Судья: Войцех Христов |
| Шотландия                             | 2 : 0                                                                                        | Австралия                                                            |
| Дейви Купер 57′ · Фрэнк МакАвенни 84′ | Голы                                                                                         |                                                                      |

| 4 декабря 1985 | \| Австралия \| 0 : 0 \| Шотландия \| | Стадион: Мельбурн |
| Австралия      | 0 : 0                                 | Шотландия         |

 Шотландия победила по сумме двух матчей (2:0).

## Страны-финалисты
| Страна            | Финалов | Подряд | Последний финал |
| ----------------- | ------- | ------ | --------------- |
| Алжир             | 2-й     | 2      | 1982            |
| Аргентина         | 9-й     | 4      | 1982            |
| Бельгия           | 7-й     | 2      | 1982            |
| Бразилия          | 13-й    | 13     | 1982            |
| Болгария          | 5-й     | 1      | 1974            |
| Канада            | 1-й     | 1      | -               |
| Дания             | 1-й     | 1      | -               |
| Англия            | 8-й     | 2      | 1982            |
| Франция           | 9-й     | 3      | 1982            |
| Венгрия           | 9-й     | 3      | 1982            |
| Ирак              | 1-й     | 1      | -               |
| Италия (ЧМ)       | 11-й    | 7      | 1982            |
| Республика Корея  | 2-й     | 1      | 1954            |
| Мексика (ХЧ)      | 9-й     | 1      | 1978            |
| Марокко           | 2-й     | 1      | 1970            |
| Северная Ирландия | 3-й     | 2      | 1982            |
| Парагвай          | 4-й     | 1      | 1958            |
| Польша            | 6-й     | 4      | 1982            |
| Португалия        | 2-й     | 1      | 1966            |
| Шотландия         | 6-й     | 4      | 1982            |
| Испания           | 7-й     | 3      | 1982            |
| Уругвай           | 8-й     | 1      | 1974            |
| СССР              | 6-й     | 2      | 1982            |
| ФРГ               | 11-й    | 9      | 1982            |

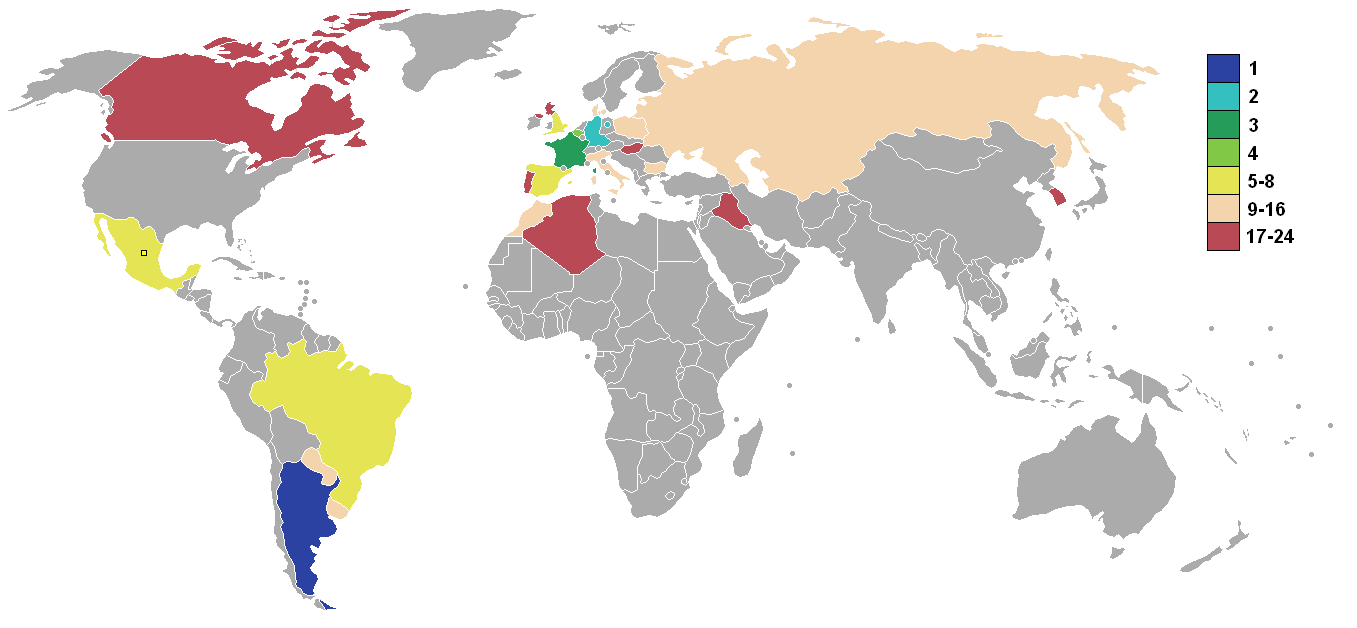
Страны-финалисты

(ХЧ) — получила путёвку автоматически, как хозяйка чемпионата.
(ЧМ) — получила путёвку автоматически, как чемпион мира.